# 貞平麻衣子
貞平 麻衣子（さだひら まいこ、1981年3月16日 - ）は、元IBC岩手放送のアナウンサー、防災士。現在はホリプロ所属。
フェリス女学院大学卒。IBC在籍期間は、2004年4月1日〜2007年3月31日。ただし、入社前にあたる2004年3月29日のニュースエコーのサブキャスターを務めたことがある。同期は奥村奈穂美・浅見智両アナ。趣味は「飛行機」。

## 来歴・人物
奈良県出身で、小学校2年まで兵庫県で育ち、その後は神奈川県横浜市で育った。学生時代の2003年、東京モーターショーのコンパニオンを務めた。
日本航空の入社試験を受けたことがある。。
IBC退社後、TBS系「明石家さんちゃんねる」の専属女子アナオーディションにエントリーし、最終選考に残ったものの落選した。
2008年12月24日〜25日に古巣・IBC岩手放送で放送されたIBCラジオ・チャリティー・ミュージックソンに、自ら志願して出演。奥州市からの中継を担当した。
2018年1月1日に結婚したことを1月11日付けのブログにて発表。また1月20日放送の「いまドキッ！埼玉」で報告した。
2018年3月24日に「彩の国ニュースほっと」、「いまドキッ！埼玉」と7年間続けたテレ玉の埼玉県広報番組MCを降板した。
2018年12月6日、日本経済新聞社の日経電子版「NIKKEI STYLE」でコラム「ヒコーキに恋して」を連載開始。　
妹がいる。

## 現在の担当番組
- 読売テレビ「情報ライブ ミヤネ屋」（レポーター、不定期で出演）
- FMヨコハマ「JA Fresh Market」（レポーター）
- ニッポン放送「菊正宗 ほろよいイブニングトーク」（パーソナリティ）
- NHK-FM「クラシックカフェ」（パーソナリティ）

## 過去の担当番組
- テレビ埼玉「いまドキッ！埼玉」（MC）(2011年4月～2018年3月)
- JFN「See You Next Week!」（パーソナリティ（3代目）(2014年 6月7日〜2021年3月28日)）

## IBC在籍時代の出演番組

### テレビ
- 貞☆子ペペロンチーノ
- ニュースエコー（2004年〜2005年まではサブキャスター、以後は天気コーナーを不定期で担当）
- じゃじゃじゃTV（中継リポーターとして不定期で出演）

### ラジオ
- Beat Jam（日曜22:30〜23:10）

### CM
- 岩手県内民放地上デジタル放送開始告示CM（IBC岩手放送代表、元地上デジタル推進大使）

## 出演
- 長髪大怪獣ゲハラ（2009年）